# Есин, Николай Николаевич
Николай Николаевич Есин (1920—?) — советский инженер-механик, лауреат Ленинской премии 1967 года.

## Биография
В 1941 году окончил Томский индустриальный институт.
С 1941 по 1945-й год инженер-конструктор, технолог по сварке на Новосибирском авиационном заводе им. Чкалова.
В 1948—1951 учился в аспирантуре. Кандидат технических наук (1953).
С 1951 научный сотрудник, с 1954 старший научный сотрудник, с 1962 заведующий лабораторией бурения Института горного дела Сибирского отделения АН СССР.
В 1966 г. присуждена Ленинская премия за работу «Разработка научных основ, создание и внедрение в производство комплекса высокопроизводительных механизмов для бурения скважин в подземных условиях».
Награждён медалями «За трудовую доблесть» (1967) и «За доблестный труд» (1970).
В 2005 году жил в Новосибирске.

## Публикации
- Суднишников Б. В., Есин Н. Н. Воздухораспределительные устройства пневматических машин ударного действия / Отв. ред. А. Н. Чинакал. — Новосибирск, 1965. — 47 с.
- Суднишников Б. В., Есин Н. Н. Элементы динамики машин ударного действия / Под ред. Н. А. Чинакала. — Новосибирск, 1965. — 54 с.
- Емельянов П. М., Есин Н. Н., Зиновьев А. А. Машины для бурения скважин погруженными молотками в подземных условиях / Отв. ред. Чинакал А. Н. — Новосибирск, 1965. — 160 с.
- Есин Н. Н. Методика исследования и доводки пневматических молотков / Под ред. Н. А. Чинакала. — Новосибирск, 1965. — 76 с.
- Есин Н. Н. Пневматические машины ударного действия для бурения шпуров. — Новосибирск: Наука, 1978. — 104 с.
- Есин Н. Н. Погружные пневматические машины ударного действия для бурения скважин. — Новосибирск, 1976. — 100